# 銀城 (加利福尼亞州)
銀城（英語：Silver City）是位於美國加利福尼亞州圖萊里縣的一個人口普查指定地區。

## 地理
銀城的座標為36°27′50″N 118°39′03″W / 36.46389°N 118.65083°W，而該地最高點為海拔高度2052米（即6732英尺）。

## 人口
根據2010年美國人口普查的數據，銀城的面積為1.491平方千米，當中陸地面積為1.491平方千米，而水域面積為0.000平方千米。當地共有人口0人，而人口密度為每平方千米0人。